# Bibliothek & Information Deutschland
Bibliothek & Information Deutschland ist eine Vereinigung von Verbänden aus dem Bibliotheks- und Informationswesen in Deutschland. Sie hat ihren Sitz in Berlin und bildet den spartenübergreifenden Dachverband zur Interessenvertretung der bibliotheksbezogenen Verbände und Einrichtungen. Präsidentin ist Sabine Homilius.

## Tätigkeit und Mitglieder
Bibliothek & Information Deutschland gehören an:
- der Berufsverband Information Bibliothek
- der Deutsche Bibliotheksverband
- der EKZ Bibliotheksservice
- das Goethe-Institut
- der Verein Deutscher Bibliothekarinnen und Bibliothekare[1]

Am Tag der Bibliotheken verleiht Bibliothek & Information Deutschland jährlich die Karl-Preusker-Medaille. Im Jahr 2020 wurde diese Medaille am 18. November in Rostock an Wikimedia Deutschland verliehen.
Mit Bibliothek & Information International besteht seit 2000 eine ständige Kommission zur Förderung des internationalen Fachaustausches mit Stipendienprogrammen. Sie fördert Fachaufenthalte, Studienreisen und Konferenzbesuche zur Unterstützung internationaler Kooperation, Erfahrungsaustausch sowie persönlichen Begegnungen zwischen Bibliotheks- und Informationsfachleuten des In- und Auslandes. Das Partnerlandprogramm und Projekt „Librarian in Residence“ sind zusätzliche Schwerpunkte der Förderung des interkulturellen Austauschs. Die Kommission setzt sich aus Vertretern der Mitgliedsverbände zusammen. Partner sind das Goethe-Institut und die Deutsche Nationalbibliothek.

## Geschichte
Die Vereinigung geht zurück auf eine 1963 geschlossene Kooperationsvereinbarung der bibliothekarischen Verbände der Bundesrepublik Deutschland in Marburg („Marburger Konferenz“, die 1967 in „Deutsche Bibliothekskonferenz“ umbenannt wurde). Von 1989 bis zum Beitritt der Deutschen Gesellschaft für Informationswissenschaft und Informationspraxis 2004 trug die Vereinigung den Namen Bundesvereinigung Deutscher Bibliotheksverbände. 2012 trat die DGI wieder aus dem Verband aus, 2013 erfolgte der Austritt der Bertelsmann Stiftung.